# Rojo
El rojo o colorado, también poéticamente roso, es un color que se percibe ante la fotorrecepción de una luz cuya longitud de onda dominante mide entre 619 y 780 nm. Se asemeja a la coloración de la sangre arterial de los vertebrados.
Se considera que el rojo es un color cálido, con una relación con el fuego y la incandescencia.
Los colores similares al rojo son denominados rojizos.

## Etimología

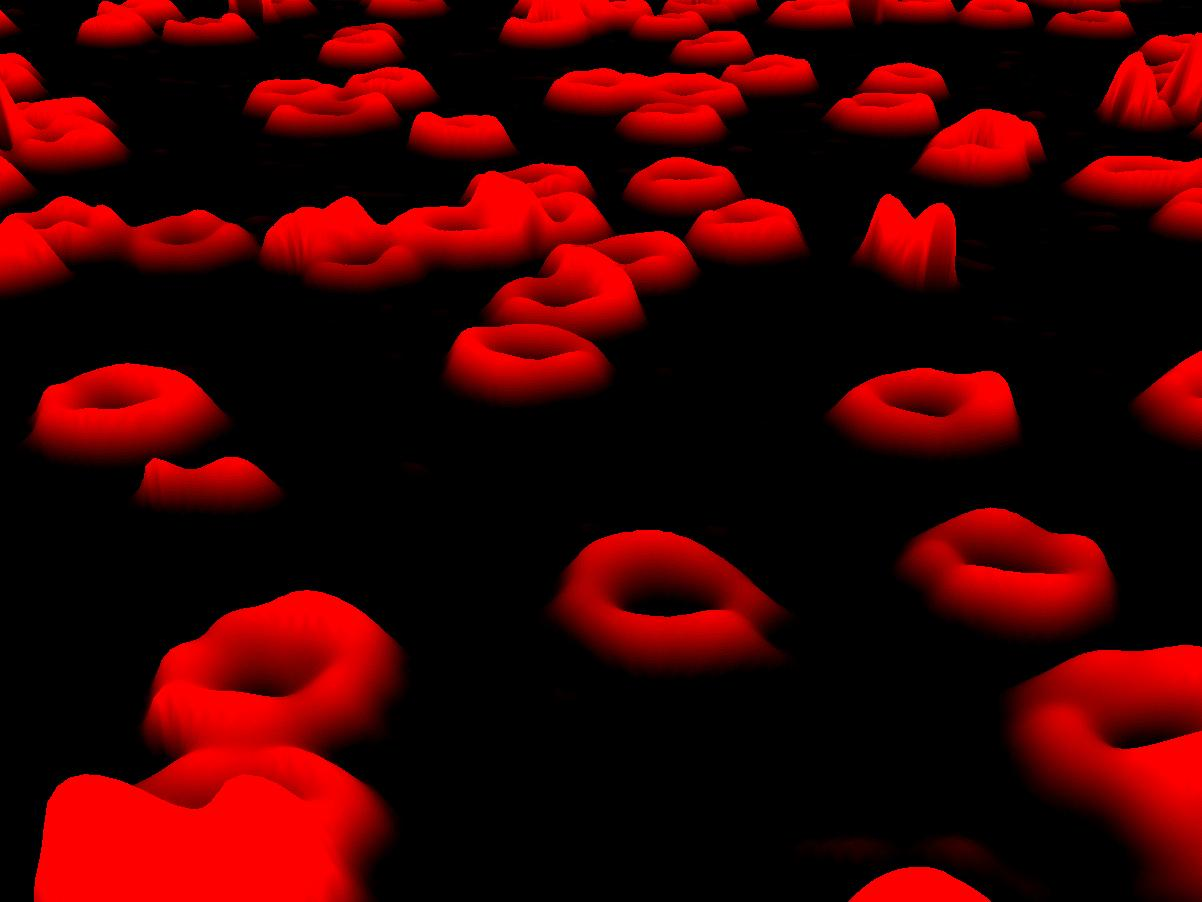
Eritrocitos o glóbulos rojos, portadores de la hemoglobina que da color a la sangre humana

La palabra roja deriva del latín rŭssum o rŭsseŭs, ‘rojo subido’, relacionado con ruber, ‘rojo’, del protoindoeuropeo *reudh–, ‘rojo’. El término «rojo» comenzó a usarse regularmente en idioma castellano durante el siglo XV, en la Edad Media ya existía, pero era de uso poco común. De acuerdo con el filólogo Joan Corominas, «rojo» significaba antiguamente un color rojizo, mientras que las denominaciones tradicionales del color de la sangre eran «bermejo», «colorado» y «encarnado».
El rojo es el único color para cuyo nombre se ha hallado una raíz protoindoeuropea común y también es el color de la sangre.

### Lexemas
El lexema erit o eritro, del griego ἐρυθρός (erythros), ‘rojo’ (y este de la raíz indoeuropea *rudh–, ‘rojo’), asocia a los términos que lo incluyen con el color rojo. Algunos ejemplos de esto son las palabras eritrocito, Eritrea y eritrina.

### Sinonimia
Un sinónimo de rojo es colorado, del latín colorātus, de colorāre, ‘colorar’. Encarnado también es un sinónimo, aunque se aplica tanto al color rojo como al color carne o carnación. Al color rojo vivo se le llama en ocasiones punzó, esto a partir del galicismo muy frecuente en la primera mitad del siglo XIX ponceau, nombre francés de la amapola silvestre con pétalos rojos.

## Propiedades

### Como color psicológico: primario, cálido
El rojo es uno de los cuatro colores psicológicos primarios, junto con el amarillo, el verde y el azul. Además, es considerado un color cálido, junto con el naranja, el amarillo y todas las coloraciones que tienden a estos.

### Como color sustractivo: secundario

Producción de colores a partir de los primarios del sistema sustractivo. Mezclando cian, magenta y amarillo se obtienen los secundarios rojo, verde y azul, y por mezclas sucesivas todos los demás colores.

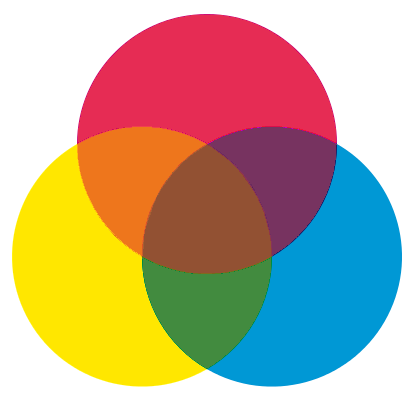
El rojo funcionando como color primario en el sistema sustractivo tradicional, que utiliza rojo (R), amarillo (Y) y azul (B) como primarios

En el sistema de síntesis sustractiva de color, donde los colores se crean mezclando pigmentos o tintes (pinturas, colorantes, tintas), los colores primarios son el cian, el magenta y el amarillo. El rojo, junto con el verde y el azul, son los colores secundarios en este sistema, es decir que cuando se trabaja con pigmentos de cualquier clase, para obtener rojo se deben mezclar dos de los colores primarios sustractivos (específicamente, amarillo y magenta).
El procedimiento de impresión por cuatricromía (que se usa para imprimir, por ejemplo, libros y revistas en color) emplea los colores primarios sustractivos con el agregado de negro. De allí que un color para cuatricromía se describa mediante el porcentaje de tinta de cada uno de estos cuatro colores que entra en su composición. Como el rojo se forma con la adición de magenta y amarillo, un área impresa en color rojo intenso estará compuesta por C=0 (0 % de cian), M=100 (100 % de magenta), Y=100 (100 % de amarillo) y K=0 (0 % de negro). Véase CMYK.

#### Complementariedad
En este sistema de cromosíntesis, el color complementario del rojo es el cian.

#### Como color sustractivo en artes plásticas: primario
Durante mucho tiempo el rojo tuvo estatus de color primario sustractivo. De hecho, ha formado parte de casi todos grupos de colores básicos, principales o primarios que diferentes estudiosos del tema propusieron a lo largo de la historia. En el siglo XIX por ejemplo, el tipo de rojo más usado como primario fue el carmín o carmesí. Los estudios de Newton sobre la naturaleza de la luz y del color suscitaron numerosas teorías sobre el tema, no siempre correctas. A principios del siglo XVIII algunos tratados de pintura habían adaptado el círculo de colores creado por Newton a las necesidades del arte pictórico y señalaban que los tres colores primarios eran el rojo, el amarillo y el azul del círculo newtoniano. La práctica de utilizar esta tríada de primarios en pintura continúa hasta el día de hoy.
Actualmente, tras varios siglos de desarrollo de pigmentos y estudios sobre el color, se considera que los tres colores primarios sustractivos óptimos son el cian, el magenta y el amarillo, pero en el ámbito del arte, por razones técnicas y tradicionales, generalmente se prefiere continuar usando los primarios «antiguos».

##### Complementariedad
En este sistema de cromosíntesis, el color complementario del rojo es el verde.

### Como color aditivo: primario

Producción de colores a partir de los primarios del sistema aditivo. Mezclando rojo, verde y azul se obtienen los secundarios cian, magenta y amarillo, y por mezclas sucesivas todos los demás colores.

En el sistema aditivo de síntesis de color, en el cual los colores se obtienen mezclando luz de color en lugar de pigmentos, el rojo es un color primario, junto con el verde y el azul. Esto significa que cuando se trabaja con luz de color, basta con mezclar esos tres colores en diferentes proporciones para obtener todos los demás. Para crear las tonalidades claras y oscuras, se reduce o aumenta la luminosidad.
Este sistema aditivo de colores luz es el que utilizan los monitores y televisores para producir colores. En este sistema, un color se describe con valores numéricos para cada uno de sus componentes (rojo, verde y azul), indicando al rojo con «R», al verde con «G» y al azul con «B». En una escala de valores de 0 a 255, el rojo aditivo puro se expresa como R=255 (rojo al valor máximo), G=0 (nada de verde) y B=0 (nada de azul). Véase RGB.
Este rojo fue uno de los primeros colores que pudieron reproducir los ordenadores personales al abandonar la monocromía, a principios de los años 1980.

#### Complementariedad
En este sistema de cromosíntesis, el color complementario del rojo es el cian.

### Rojo espectral

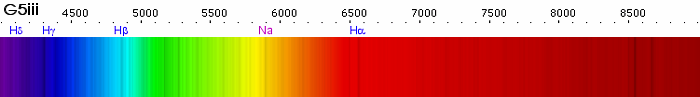
En comparación a los demás colores espectrales, el espectro del rojo posee el mayor rango de longitudes de onda.

Rojo espectral es la región de luz de color rojo del espectro electromagnético que el ojo humano es capaz de percibir. La longitud de onda de la luz roja es de alrededor de 645-700 nm; las frecuencias más bajas que el rojo —y, por lo tanto, de longitudes de onda más largas— se denominan infrarrojas y no son visibles. Así, el color rojo corresponde a la frecuencia más baja de luz discernible por el ojo humano.

#### En el espectro newtoniano y en el arcoíris: primer color
En Occidente, la interpretación tradicional del cromatismo del arcoíris sostiene que este contiene siete colores, que corresponden a los siete colores en que Newton dividió el espectro de luz visible. En este contexto, el rojo es considerado el primer color visible, tanto del espectro newtoniano como del arcoíris.

#### Longitudes de onda
De acuerdo con la longitud de onda, el espectro que corresponde al rojo puede dividirse en cuatro zonas:
- Desde aproximadamente 618 nm hasta los 644 nm, hay una gradiente de color luz compuesta por rojos anaranjados.[14]
- Desde los 645 nm hasta los 700 nm se distingue el rojo vivo espectral.
- De 700 nm a 780 nm se encuentra una de las zonas extremas del espectro visible. El rojo va perdiendo gradualmente percepción a la vista humana.
- Desde los 780 nm hasta los 1050 nm hay una región que no se considera parte del espectro visible, sino del espectro infrarrojo cercano, sin embargo, en condiciones especiales puede apreciarse su coloración rojiza.[15]

## Ceguera al color rojo
Las personas con dificultades para distinguir el color rojo se denominan protanómalas. La protanomalía puede consistir en una capacidad parcial de percepción del color rojo o en una incapacidad total, dependiendo de la condición de los conos L del individuo protanómalo. Los conos L son las células de la retina que perciben las longitudes de onda lumínicas largas; si son defectuosos, producen una ceguera parcial al rojo, y si faltan del todo producen una ceguera total a este color, o protanopía.

## En la naturaleza

### Sustancias rojas

Colorante Rojo Ponceau 4R

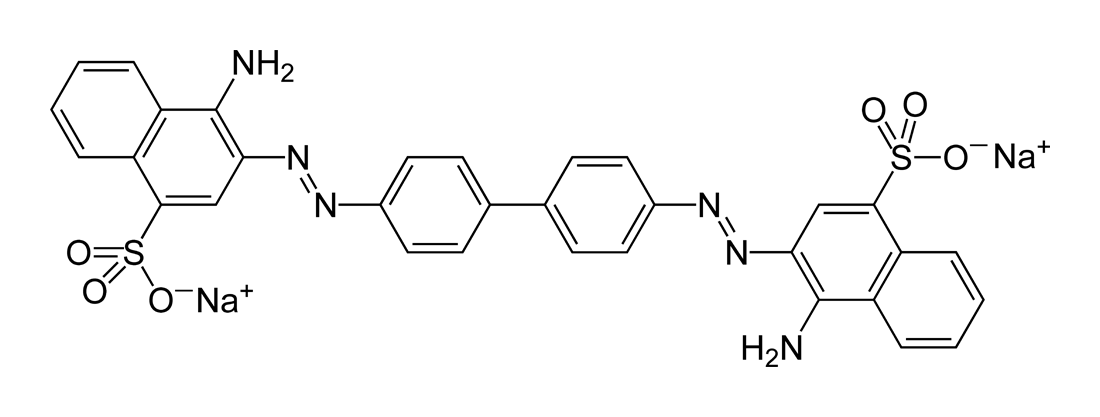
Rojo Congo

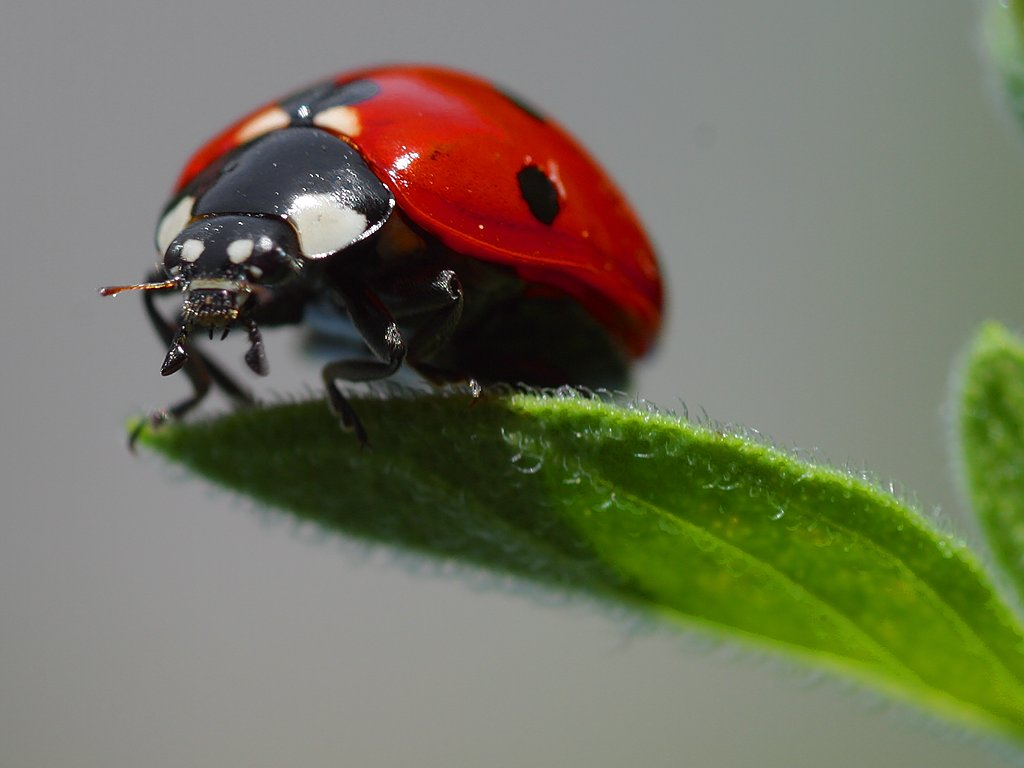
La coloración roja y negra de algunas mariquitas es de advertencia

- El rubí  es un mineral de color rojizo; debe su color a los metales de hierro y cromo con los que está asociada esta variedad de corindón (óxido de aluminio Al2O3). Su nombre viene de ruber, que significa 'rojo' en latín.
- Si se agrega [SCN]− a una solución que contiene cationes hierro(III), se forma una solución rojo sangre debido a la formación de [Fe(NCS)(H2O)5]2+.

- El ácido carmínico, E-120, C.I. 75470, Natural Red 004, es una sustancia química compleja utilizada como colorante rojo extraído de la cochinilla (Dactylopius coccus)  u otros insectos. Se utiliza como colorante en cosméticos (gelificante, etc.) y como E-120 en la industria alimenticia para dar un color rojo a los alimentos o a bebidas, aunque se sustituye cada vez más por colorantes sintéticos más baratos. El nombre deriva de la palabra árabe-persa kermes, que es el nombre de una baya roja.

Un sustituto del carmín ampliamente utilizado es el Ponceau 4R , un colorante azoico con el número E124.
El rojo Congo es un pigmento sintético tipo colorante azoico que se usa para teñir preparaciones microscópicas, especialmente en tinciones para el citoplasma y los eritrocitos.

### Aposematismo
En la naturaleza, el color rojo cumple un papel importante en la coloración de advertencia, también llamada aposemática, de los animales. Ciertas especies utilizan este color —generalmente en combinación con negro u otros colores contrastantes— para advertir a los depredadores de su toxicidad o mal sabor. El rojo usado en estos casos es intenso, apropiado para distinguirse en el entorno natural, donde son más frecuentes los verdes, azules y marrones.

### Sangre y otros rojos en la naturaleza
La sangre oxigenada es roja debido a la presencia de hemoglobina oxigenada.
Cuando se utiliza para describir la coloración animal natural, «rojo» generalmente se refiere a un color marrón, rojizo o jengibre. En este sentido se utiliza para describir los colores de la capa de perros y vacas de color marrón rojizo y en los nombres de varias especies de animales o razas como el zorro, la ardilla roja, ciervos rojos, el petirrojo, Calidris canutus, el colirrojo real, el zorzal alirrojo, el setter rojo, ganado rojo Devon, etc. 
Cuando se utiliza para las flores, «rojo» se refiere a menudo al purpúreo (trébol rojo, heleborina roja) o colores rosados (valeriana roja).
Algunos ejemplos de rojo en la naturaleza:

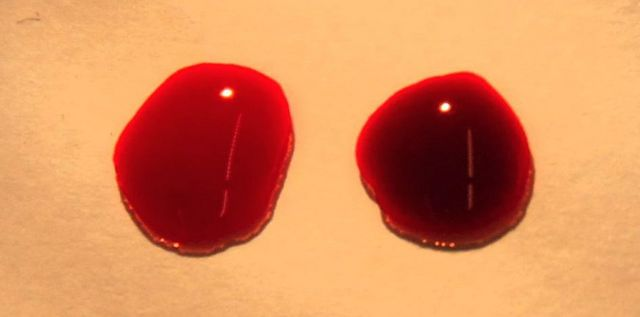
Comparación entre sangre arterial y venosa
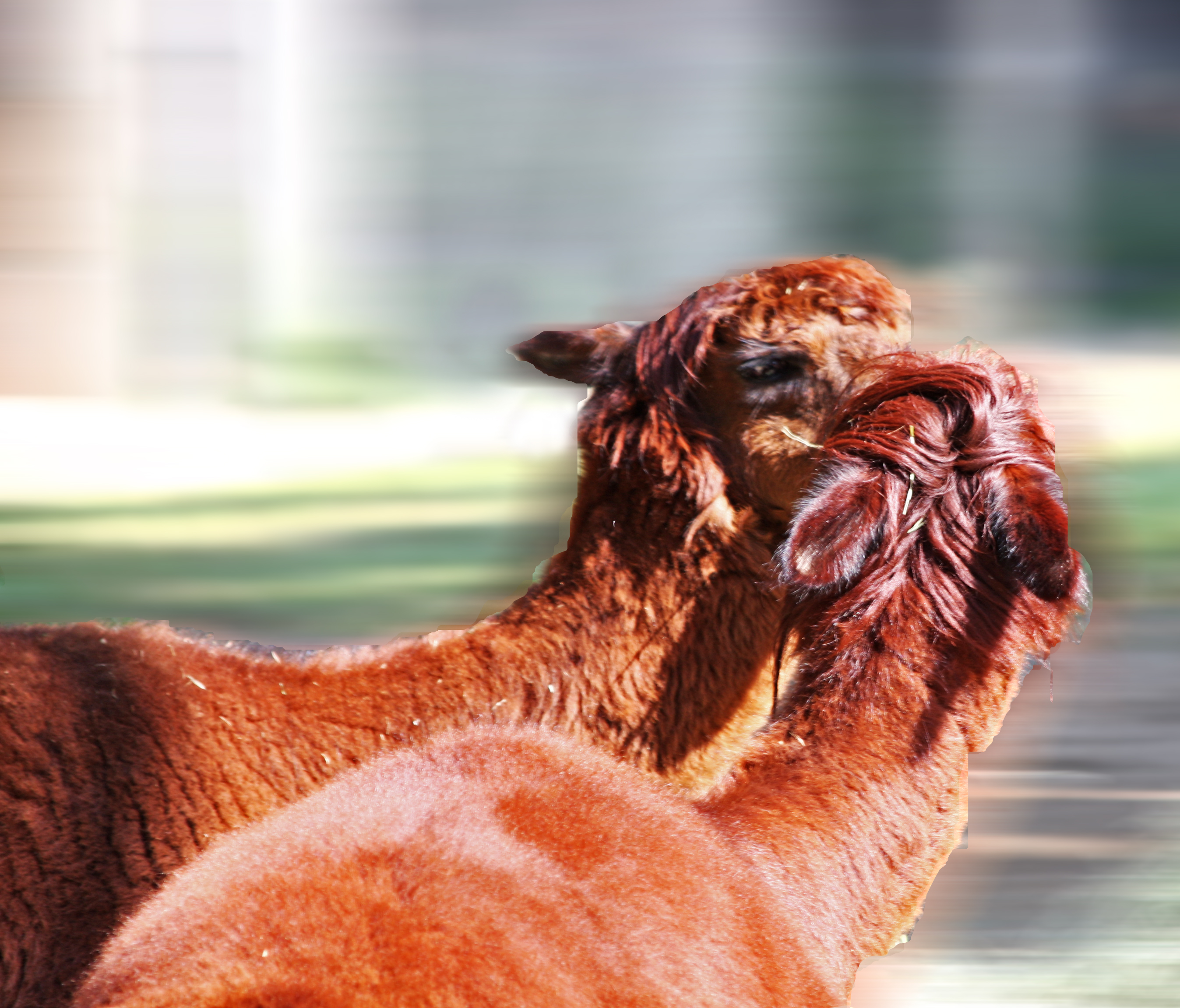
Alpacas de pelaje rojo
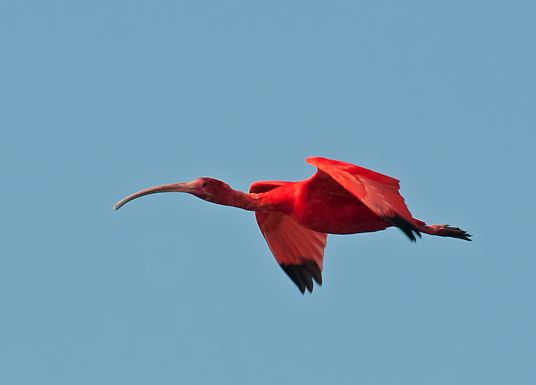
Ibis rojo
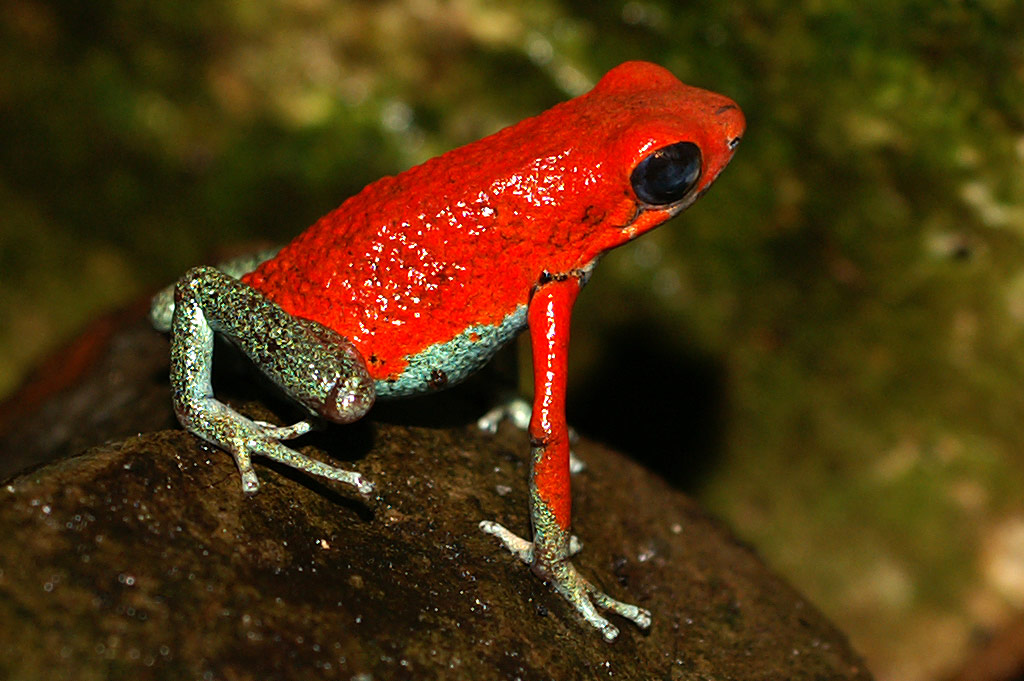
Rana granulada venenosa
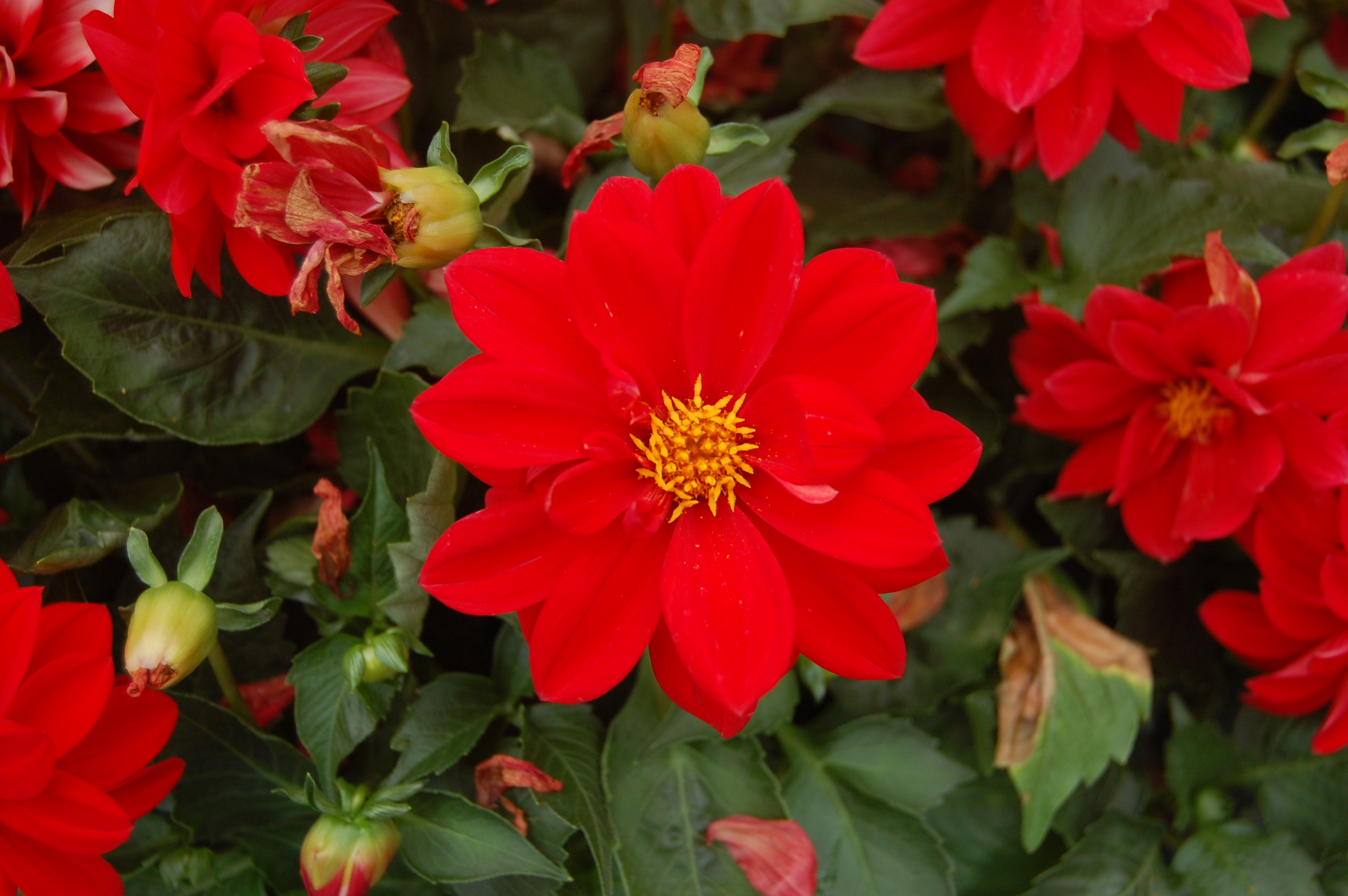
Rojo vivo de una dalia
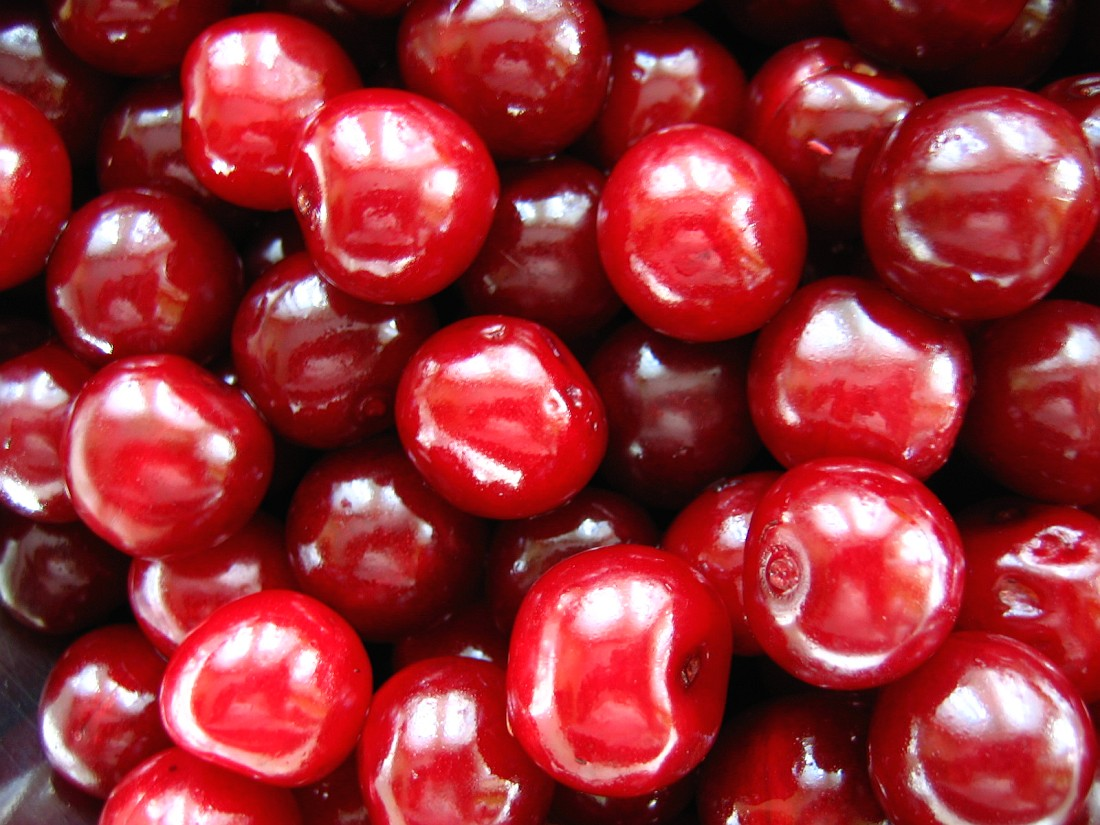
Cerezas
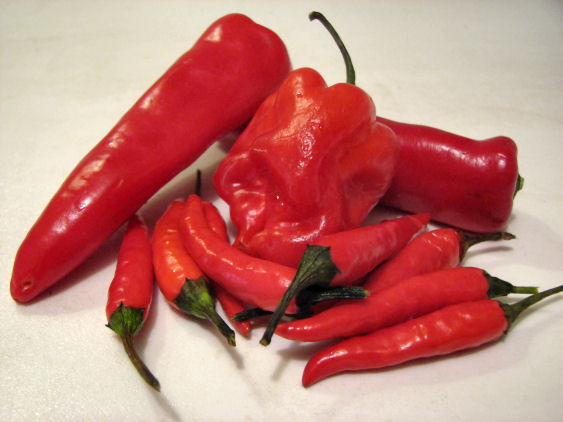
Tres tipos de chile

## Simbolismo y usos

### Rúbricas y sellos
Antiguamente se llamaba «rúbrica» a un color rojo anaranjado vivo, en referencia al color rojo que se usaba para marcar, remarcar y señalar documentos u otros objetos, que se hacía con pigmentos de bermellón, minio o almagre. También se llamaba rúbrica a los epígrafes de los libros, que solían ser rojos. Por otra parte, el lacre que se utilizó durante siglos para sellar documentos solía y suele aún ser rojo, a pesar de que es posible darle cualquier otro color.

### Otros
- A nivel mundial, el rojo representa un «estado peligroso», la bandera roja indica peligro (frente a la bandera verde que tiene el significado contrario, por ejemplo en las playas), el «código rojo» significa emergencia y el «botón rojo» es, culturalmente, una última pero mortal opción.
- La identificación del comunismo con el rojo (siendo el rojo el color principal de la bandera de la Unión Soviética) produjo expresiones durante la Guerra Fría tales como «la amenaza roja», la «China Roja» (en contraposición con la «China Nacionalista», la «China Libre» o Taiwán). En la guerra civil española el término «rojo» se empleaba para referirse a los militantes leales a la Segunda República.
- En el simbolismo chino, el rojo es el color de la buena suerte y se emplea para decoración. El dinero en las sociedades chinas se ofrece tradicionalmente en paquetes rojos.
- El rojo también se emplea para indicar deudas, como en la expresión «números rojos». La práctica procede de los contables italianos que usaban tinta roja para indicar las deudas y tinta negra para indicar los haberes. También en pedagogía se usa el rojo para las calificaciones de reprobado, mientras que el azul se emplea para las de aprobación.
- En las listas occidentales de las cotizaciones financieras, el rojo indica una bajada del precio de las acciones, mientras que en las bolsas de Asia oriental indica una subida.
- En la China de la dinastía Ming, el rojo era el símbolo del emperador y de la propia dinastía, por eso la ciudad prohibida tiene paredes rojas.
- En el Imperio romano el símbolo de riqueza y bienestar económico era el rojo, solamente los emperadores y senadores llevaban algo de rojo en la vestimenta.
- En las culturas de extremo oriente, el rojo es el color del sur, del verano y del elemento fuego, representados por el fénix[21] bermellón, que es a la vez una constelación y un animal mítico.
- Para los antiguos pueblos nahuas (mexicas o aztecas), el rojo era el color del este, relacionado con Tezcatlipoca Rojo o Xipe Tótec.[22]

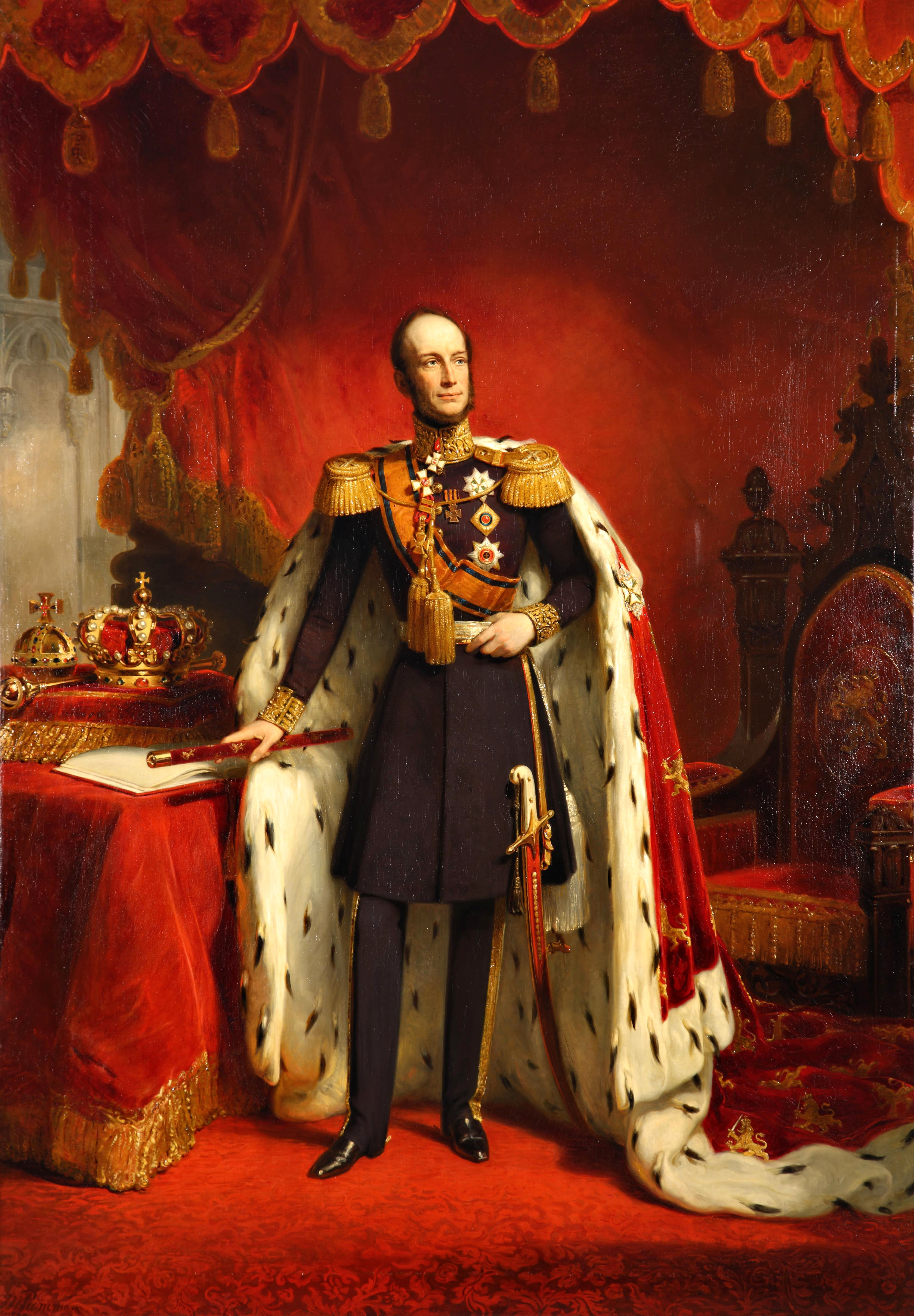
El rojo como símbolo de poder: Guillermo II de los Países Bajos, en un retrato de 1849
El lazo de cinta roja que se usa en las campañas contra el SIDA
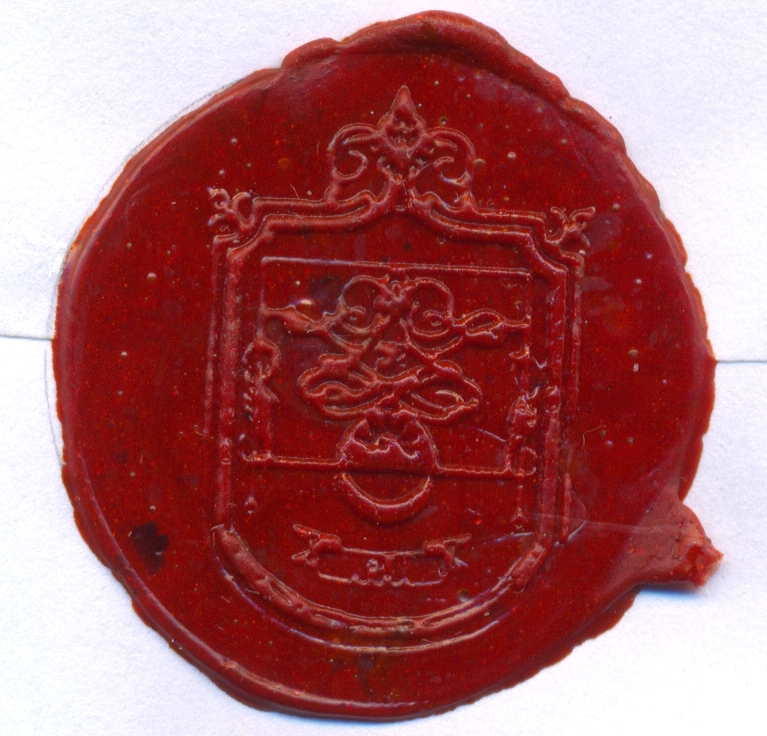
Lacre rojo. El rojo se usó para rubricar documentos
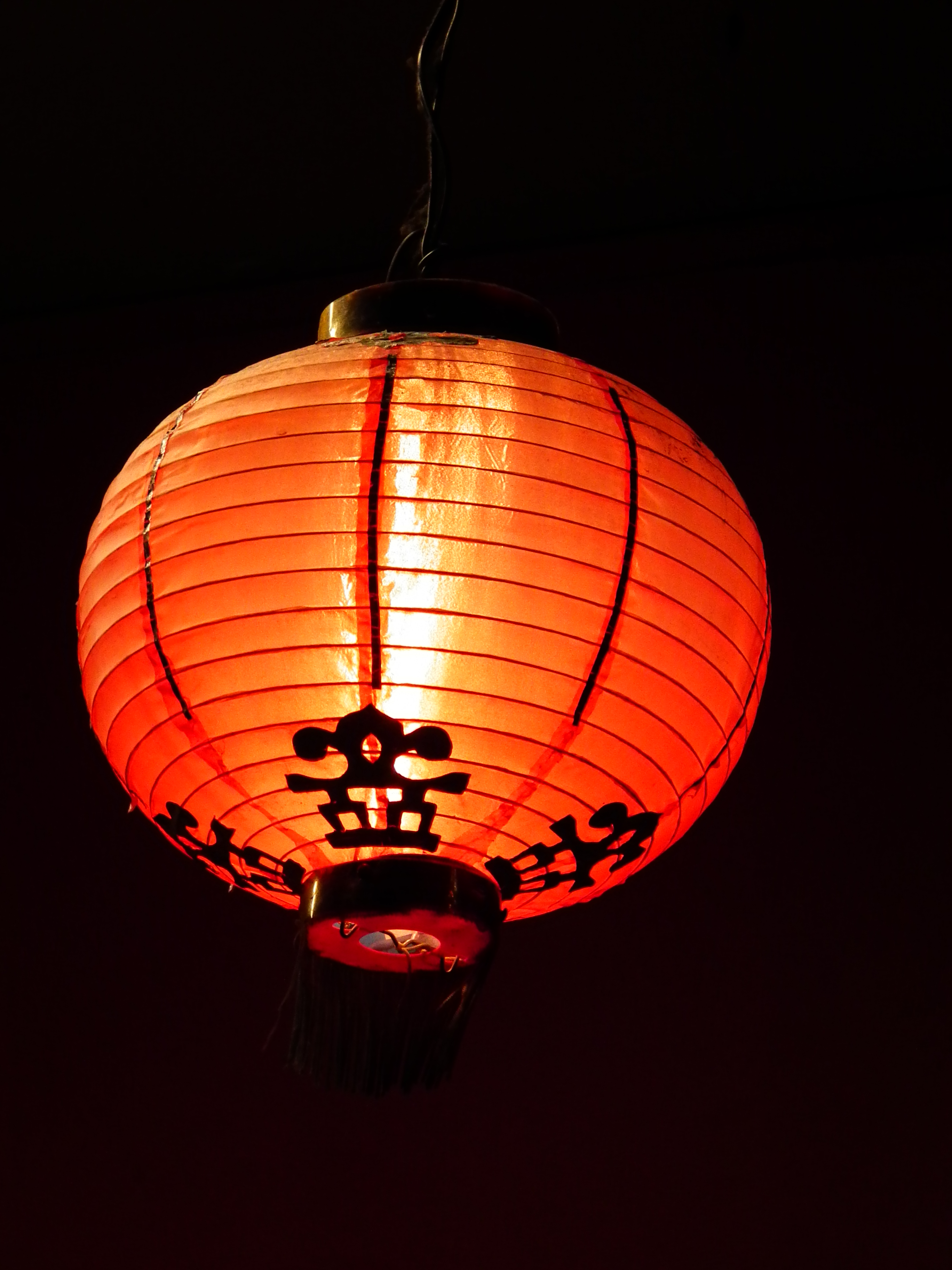
Linterna china del tradicional color rojo
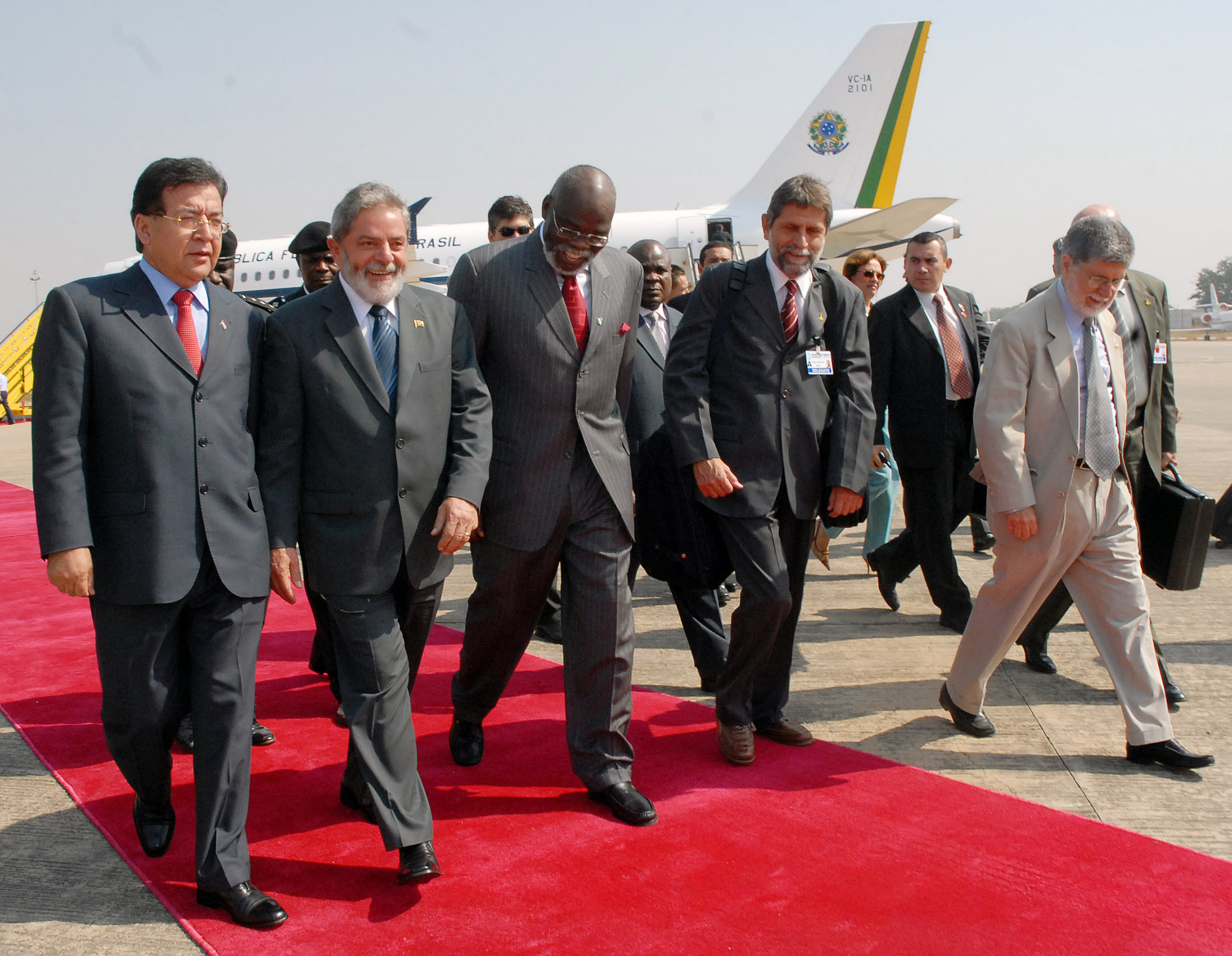
La alfombra roja sobre la que se recibe a las celebridades
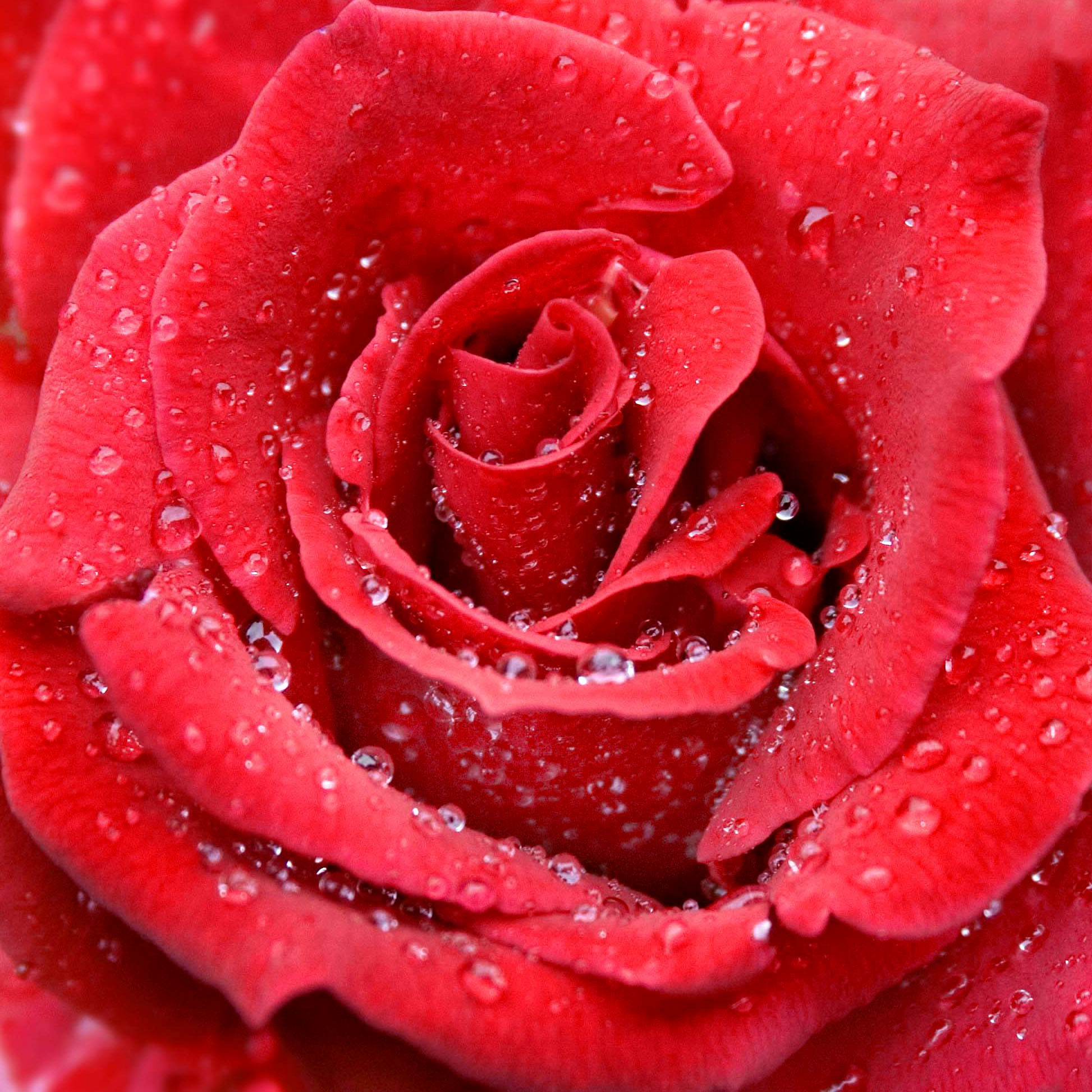
El rojo puede simbolizar amor y pasión

### Rojo heráldico
El rojo heráldico se denomina gules. Los antiguos armoriales que se conservan muestran que es uno de los esmaltes heráldicos más antiguos.
En los ejemplos bajo estas líneas: el escudo de Albania, de gules con un águila de sable (negra), que representa una excepción a las reglas de la heráldica, ya que coloca esmalte sobre esmalte; el «águila tirolesa» (Tiroler Adler), de gules sobre campo de plata, tradicional emblema de la región alpina del Tirol, en el antiguo escudo de los condes del Tirol; las armas familiares de George Washington, originadas en el s. XIV d. C., que pueden haber inspirado las «barras y estrellas» de la bandera de Estados Unidos.

Escudo de Albania
Antiguo escudo del Condado de Tirol
Escudo familiar de George Washington

### Rojo vexilológico
En vexilología, el rojo es un color muy frecuente. En algunas banderas nacionales la superficie roja es considerable, y otras incluso emplean al rojo como color de fondo. Este color también se encuentra en algunos grupos de banderas que comparten colores nacionales por razones étnicas: los colores panárabes, paneslavos y panafricanos.
En los ejemplos bajo estas líneas: la bandera de la República Popular China, donde el rojo alude al comunismo; el rojo «paneslavo» de la bandera de Montenegro, adoptado del de la bandera de Francia por simpatía con los ideales de la Revolución Francesa; el «dragón galés» (Y Ddraig Goch) de la bandera de Gales, símbolo nacional cuyo origen probablemente se remonta a los tiempos de la ocupación romana.

### Rojo político
Véase colores políticos: rojo político.

## Rojo litúrgico
Véase colores litúrgicos.
En la liturgia católica, el rojo simboliza la sangre derramada por el Evangelio y al Espíritu Santo. Con relación a la sangre, se utiliza durante las fiestas de los mártires, apóstoles (salvo S. Juan que no murió mártir), las relacionadas con la Pasión de Cristo (Domingo de Ramos, Viernes Santo, Santa Cruz) y con la Eucaristía en algunas tradiciones, como la ambrosiana. En relación con el Espíritu Santo: Pentecostés y durante la celebración del sacramento de la confirmación, aunque en este último caso también se puede usar blanco. Actualmente también se usa en las exequias papales, como reminiscencia de que el Papa antiguamente no revestía nunca casulla morada (ni verde).

## Ejemplos de coloraciones rojas
| Nombre                | Muestra | Cod. Hex. | RGB | RGB | RGB | HSV  | HSV  | HSV  |
| --------------------- | ------- | --------- | --- | --- | --- | ---- | ---- | ---- |
| Almagre               |         | #DD392E   | 221 | 57  | 46  | 4°   | 79%  | 87%  |
| Bermejo               |         | #D22C21   | 210 | 44  | 33  | 4°   | 84%  | 82%  |
| Bermellón             |         | #E62E00   | 230 | 46  | 0   | 12°  | 100% | 90%  |
| Cardenal              |         | #C41E3A   | 196 | 30  | 58  | 350° | 85%  | 77%  |
| Carmesí               |         | #A51C30   | 165 | 28  | 48  | 351° | 83%  | 65%  |
| Carmín                |         | #D10047   | 209 | 0   | 71  | 340° | 100% | 82%  |
| Cereza                |         | #BE0032   | 190 | 0   | 50  | 344° | 100% | 75%  |
| Escarlata             |         | #FD2D1C   | 253 | 45  | 28  | 5°   | 89%  | 99%  |
| Frambuesa             |         | #E61D52   | 230 | 29  | 82  | 344° | 87%  | 90%  |
| Geranio               |         | #E52D33   | 229 | 45  | 51  | 358° | 80%  | 90%  |
| Granate               |         | #AA1C47   | 170 | 28  | 71  | 342° | 84%  | 67%  |
| Grana                 |         | #AB2A3E   | 195 | 16  | 58  | 346° | 92%  | 76%  |
| Gules                 |         | #E21313   | 226 | 19  | 19  | 0°   | 92%  | 89%  |
| Hematita roja         |         | #D4442F   | 212 | 68  | 47  | 8°   | 78%  | 83%  |
| Lacre                 |         | #A73330   | 167 | 51  | 48  | 2°   | 71%  | 65%  |
| Lacre                 |         | #C12422   | 193 | 36  | 34  | 1°   | 82%  | 76%  |
| Rojo                  |         | #BE0032   | 190 | 0   | 50  | 344° | 100% | 75%  |
| Rojo (NCS)            |         | #C40233   | 196 | 2   | 51  | 345° | 99%  | 77%  |
| Rojo (automotriz)     |         | #E71837   | 231 | 24  | 55  | 351° | 90%  | 91%  |
| Rojo anaranjado       |         | #E82300   | 232 | 35  | 0   | 9°   | 100% | 91%  |
| Rojo aurora           |         | #B93A32   | 185 | 58  | 50  | 4°   | 73%  | 73%  |
| Rojo bandera          |         | #AD1519   | 173 | 21  | 25  | 358° | 88%  | 68%  |
| Rojo Coral            |         | #E51D2E   | 229 | 29  | 46  | 355° | 87%  | 90%  |
| Rosa Coral            |         | #EB6362   | 235 | 99  | 98  | 0°   | 58%  | 92%  |
| Rojo indio o de Falun |         | #A54332   | 165 | 67  | 50  | 9°   | 70%  | 65%  |
| Rojo Ferrari          |         | #CC0000   | 204 | 0   | 0   | 0°   | 100% | 80%  |
| Rojo fucsia           |         | #FF005A   | 255 | 0   | 90  | 339° | 100% | 100% |
| Rojo neón             |         | #FE575F   | 254 | 87  | 95  | 357° | 66%  | 100% |
| Rojo persa            |         | #CB1D11   | 203 | 29  | 17  | 4°   | 92%  | 80%  |
| Rojo purpúreo         |         | #E30049   | 227 | 0   | 73  | 341° | 100% | 89%  |
| Rojo sangre           |         | #9C0001   | 156 | 0   | 1   | 360° | 100% | 61%  |
| Rubí                  |         | #E0115F   | 224 | 17  | 95  | 337° | 92%  | 88%  |
| Teja                  |         | #B94841   | 185 | 72  | 65  | 4°   | 65%  | 73%  |
| Tomate                |         | #D5303E   | 213 | 48  | 62  | 355° | 77%  | 84%  |
| Vino tinto            |         | #820000   | 130 | 0   | 0   | 0°   | 100% | 51%  |

### Colores web
Los colores web establecidos por protocolos informáticos para su uso en páginas web incluyen el rojo que se muestra debajo. Como se ve, coincide con el rojo aditivo puro, y en programación se lo invoca con el nombre red (rojo). Más abajo figuran los demás rojos web X11.
|           | Red                    |
| HTML      | #FF0000                |
| RGB       | (255, 0, 0)            |
| HSV       | (0°, 100 %, 100 %)     |
| Protocolo | CSS / HTML / VGA / X11 |

| Nombre                    | Muestra | Cod. Hex. | RGB | RGB | RGB | HSV  | HSV  | HSV  |
| ------------------------- | ------- | --------- | --- | --- | --- | ---- | ---- | ---- |
| Coral claro (LightCoral)  |         | #F08080   | 240 | 128 | 128 | 0°   | 47%  | 94%  |
| Rojo naranja (OrangeRed)  |         | #FF4500   | 250 | 69  | 0   | 16°  | 100% | 100% |
| Carmesí (Crimson)         |         | #DC143C   | 220 | 20  | 60  | 348° | 91%  | 86%  |
| Rojo ladrillo (FireBrick) |         | #B22222   | 178 | 34  | 34  | 0°   | 68%  | 42%  |
| Brown                     |         | #A52A2A   | 165 | 42  | 42  | 0°   | 75%  | 65%  |
| Rojo oscuro (DarkRed)     |         | #8B0000   | 139 | 0   | 0   | 0°   | 100% | 55%  |